# Bosc-Bénard-Crescy
Bosc-Bénard-Crescy és un municipi francès situat al departament de l'Eure i a la regió de Normandia. L'any 2007 tenia 384 habitants.

## Demografia

### Població
El 2007 la població de fet de Bosc-Bénard-Crescy era de 384 persones. Hi havia 153 famílies, de les quals 32 eren unipersonals (16 homes vivint sols i 16 dones vivint soles), 48 parelles sense fills, 69 parelles amb fills i 4 famílies monoparentals amb fills.
La població ha evolucionat segons el següent gràfic:
Habitants censats

### Habitatges
El 2007 hi havia 151 habitatges, 147 eren l'habitatge principal de la família, 2 eren segones residències i 2 estaven desocupats. 147 eren cases i 4 eren apartaments. Dels 147 habitatges principals, 115 estaven ocupats pels seus propietaris, 30 estaven llogats i ocupats pels llogaters i 2 estaven cedits a títol gratuït; 8 tenien dues cambres, 25 en tenien tres, 37 en tenien quatre i 77 en tenien cinc o més. 124 habitatges disposaven pel capbaix d'una plaça de pàrquing. A 71 habitatges hi havia un automòbil i a 72 n'hi havia dos o més.

### Piràmide de població
La piràmide de població per edats i sexe el 2009 era:
| Homes | Edats   | Dones |
| ----- | ------- | ----- |
| 0     | 95 o +  | 0     |
| 0     | 90 a 94 | 4     |
| 0     | 85 a 89 | 0     |
| 4     | 80 a 84 | 0     |
| 0     | 75 a 79 | 4     |
| 8     | 70 a 74 | 12    |
| 4     | 65 a 69 | 4     |
| 16    | 60 a 64 | 4     |
| 4     | 55 a 59 | 16    |
| 4     | 50 a 54 | 4     |
| 24    | 45 a 49 | 8     |
| 12    | 40 a 44 | 24    |
| 8     | 35 a 39 | 8     |
| 28    | 30 a 34 | 12    |
| 0     | 25 a 29 | 8     |
| 8     | 20 a 24 | 8     |
| 12    | 15 a 19 | 12    |
| 4     | 10 a 14 | 24    |
| 8     | 5 a 9   | 8     |
| 20    | 0 a 4   | 4     |

## Economia
El 2007 la població en edat de treballar era de 257 persones, 200 eren actives i 57 eren inactives. De les 200 persones actives 185 estaven ocupades (105 homes i 80 dones) i 15 estaven aturades (6 homes i 9 dones). De les 57 persones inactives 14 estaven jubilades, 25 estaven estudiant i 18 estaven classificades com a «altres inactius».

### Ingressos
El 2009 a Bosc-Bénard-Crescy hi havia 150 unitats fiscals que integraven 385,5 persones, la mediana anual d'ingressos fiscals per persona era de 17.629 €.

### Activitats econòmiques
Dels 9 establiments que hi havia el 2007, 5 eren d'empreses de construcció, 1 d'una empresa d'informació i comunicació i 3 d'empreses de serveis.
Dels 5 establiments de servei als particulars que hi havia el 2009, 1 era un guixaire pintor, 2 fusteries, 1 lampisteria i 1 electricista.
L'any 2000 a Bosc-Bénard-Crescy hi havia 9 explotacions agrícoles que ocupaven un total de 425 hectàrees.

## Equipaments sanitaris i escolars
El 2009 hi havia una escola elemental integrada dins d'un grup escolar amb les comunes properes formant una escola dispersa.

## Poblacions més properes
El següent diagrama mostra les poblacions més properes.